# Девушка с жемчужной серёжкой (саундтрек)
Девушка с жемчужной серёжкой (саундтрек) (англ. Girl With a Pearl Earring (Music from the Motion Picture)) — альбом оригинальных саундтреков, выпущенный в 2004 году. Содержит треки к кинофильму «Девушка с жемчужной серёжкой» 2003 года. Композитором выступил Александр Деспла. Запись проходила с 19 по 23 июля 2003 года. Общая длительность треков составила 50 минут. 
Альбом номинировался на премию «Золотой глобус» за лучшую музыку к фильму, однако проиграл киноленте «Властелин колец: Возвращение короля», также был претендентом на получение премии BAFTA за лучшую музыку к фильму, но победу выхватила военная драма «Холодная гора».

## Список композиций
| №   | Название                              | Длительность |
| --- | ------------------------------------- | ------------ |
| 1.  | «Girl with a Pearl Earring»           | 2:17         |
| 2.  | «Griet's Theme»                       | 4:09         |
| 3.  | «New Life»                            | 3:06         |
| 4.  | «Master's House»                      | 3:18         |
| 5.  | «Camera Obscura»                      | 1:29         |
| 6.  | «Birth Feast»                         | 2:46         |
| 7.  | «Cornelia»                            | 1:44         |
| 8.  | «Vermeer's Studio»                    | 3:08         |
| 9.  | «Winter Nights»                       | 2:07         |
| 10. | «Van Ruijven»                         | 3:33         |
| 11. | «Home»                                | 1:14         |
| 12. | «Colours in the Clouds»               | 3:29         |
| 13. | «Master Is Painting»                  | 2:06         |
| 14. | «By the Canal With Pieter»            | 1:46         |
| 15. | «Catharina's Pearls»                  | 1:23         |
| 16. | «Colours in the Clouds»               | 3:27         |
| 17. | «Girl with a Pearl Earring (Reprise)» | 2:18         |
| 18. | «Silence and Light»                   | 1:40         |
| 19. | «Griet's Theme (Reprise)»             | 4:19         |
| 20. | «Griet Remembers»                     | 0:59         |